# Боби Замора
Робърт Лестър „Боби“ Замора (на английски: Robert Lester 'Bobby' Zamora) е футболист от Англия, играещ за английския футболен отбор Куинс Парк Рейнджърс като централен нападател.